# Svrbice
Svrbice és un poble i municipi d'Eslovàquia. Es troba a la regió de Nitra, al sud-oest del país. En concret, a prop del riu Nitra, i de la frontera amb les regions de Trnava i Trencin.
La primera menció escrita de la vila es remunta al 1268.
El 2020 tenia 188 habitants.

## Demografia
| Godina             | 1994 | 2004    | 2014   | 2024   |
| ------------------ | ---- | ------- | ------ | ------ |
| Nombre de persones | 232  | 208     | 199    | 194    |
| Diferència         |      | −10,34% | −4,32% | −2,51% |

| Godina             | 2023 | 2024   |
| ------------------ | ---- | ------ |
| Nombre de persones | 192  | 194    |
| Diferència         |      | +1,04% |